# Arvi Pohjanpää
Sulo Arvi Pohjanpää (født 10. juli 1887 i Helsinki, død 21. december 1959 smst) var en finsk gymnast, som deltog i OL 1908 i London. 
Pohjanpää var med på det finske hold i mangekamp ved OL i 1908. Finnerne opnåede her 405 point, hvilket var tredjebedst, mens Sverige med 438 point vandt konkurrencen, og Norge med 425 point blev nummer to.